# Iwczenko-Progress
Iwczenko-Progress ZMKB – ukraińska firma produkująca silniki do samolotów. Kiedyś znana pod nazwą OKB-478 oraz Iwczenko-Łotarew. Silniki produkowane przez Iwczenko-Progress mają szerokie zastosowanie w samolotach cywilnych jak i wojskowych produkowanych przez m.in. Antonowa, Beriewa, Jakowlew, Iljuszyna oraz Tupolewa. Również PZL Mielec wykorzystywał silniki ukraińskiej produkcji do swoich maszyn. Największy samolot świata An-225 (zniszczony w czasie inwazji rosyjskiej w 2022 r.) oraz największy helikopter świata Mi-26 napędzane są przez silniki produkcji Iwczenko-Progress.

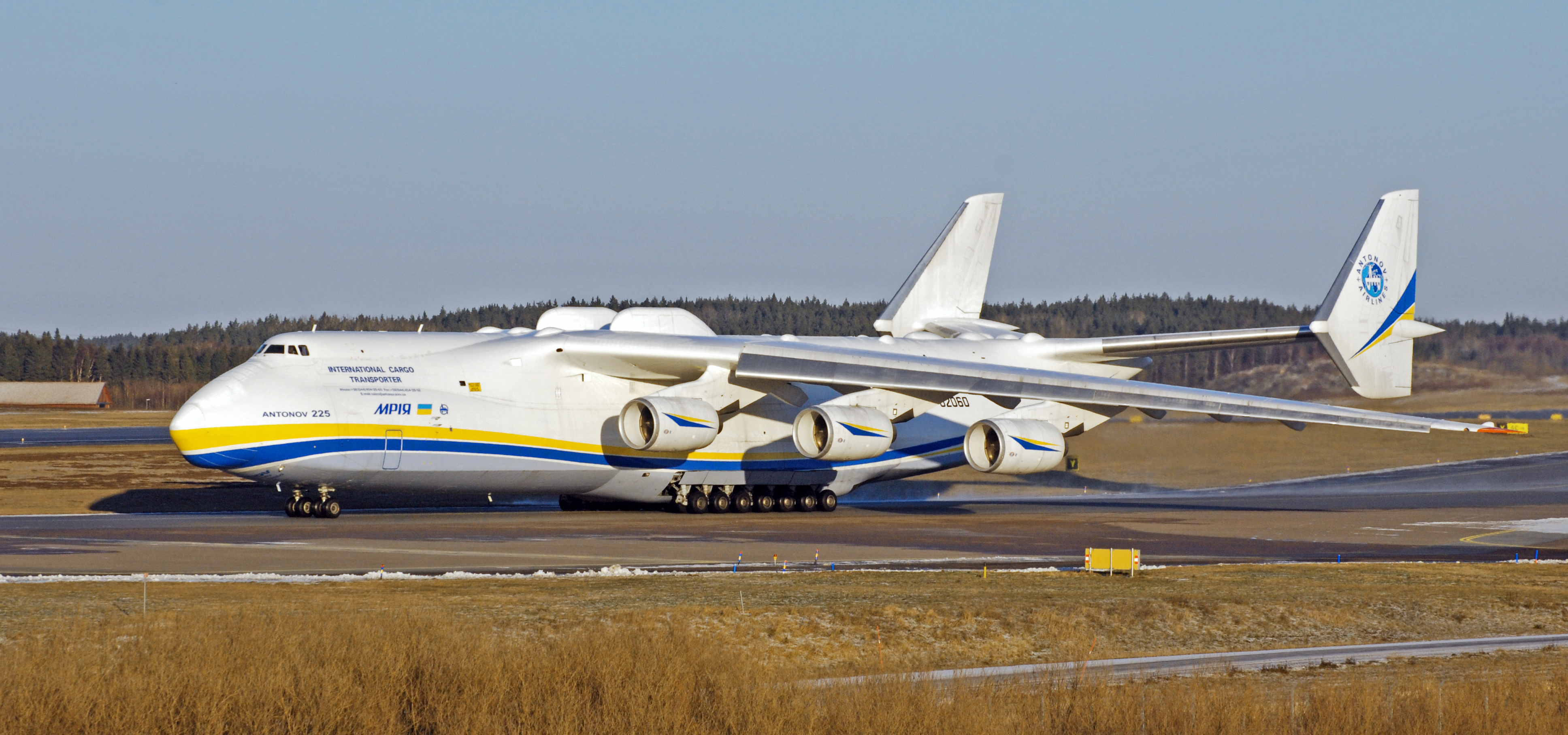
Największy samolot świata An-225 napędzany przez silniki Progress D-18T

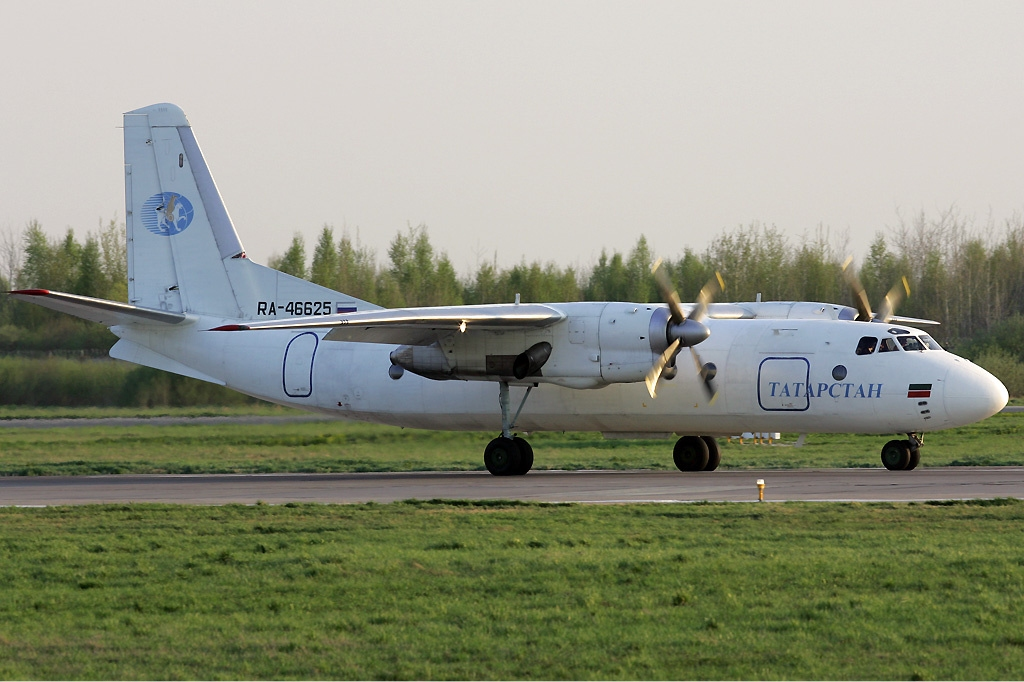
Silnik Iwczenko AI-24 na samolocie An-24

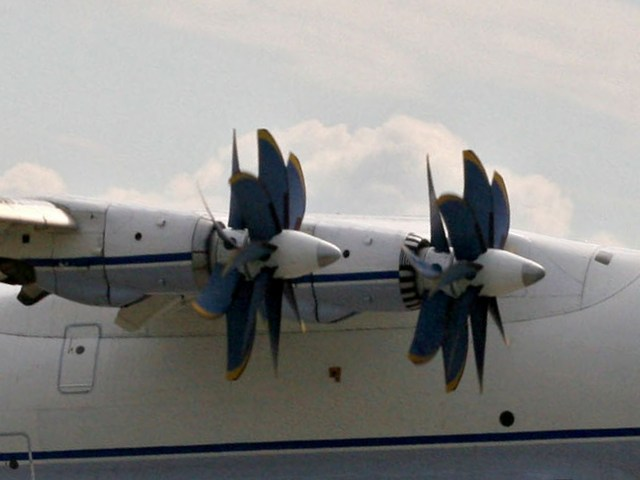
Silniki Progress D-27 na samolocie An-70

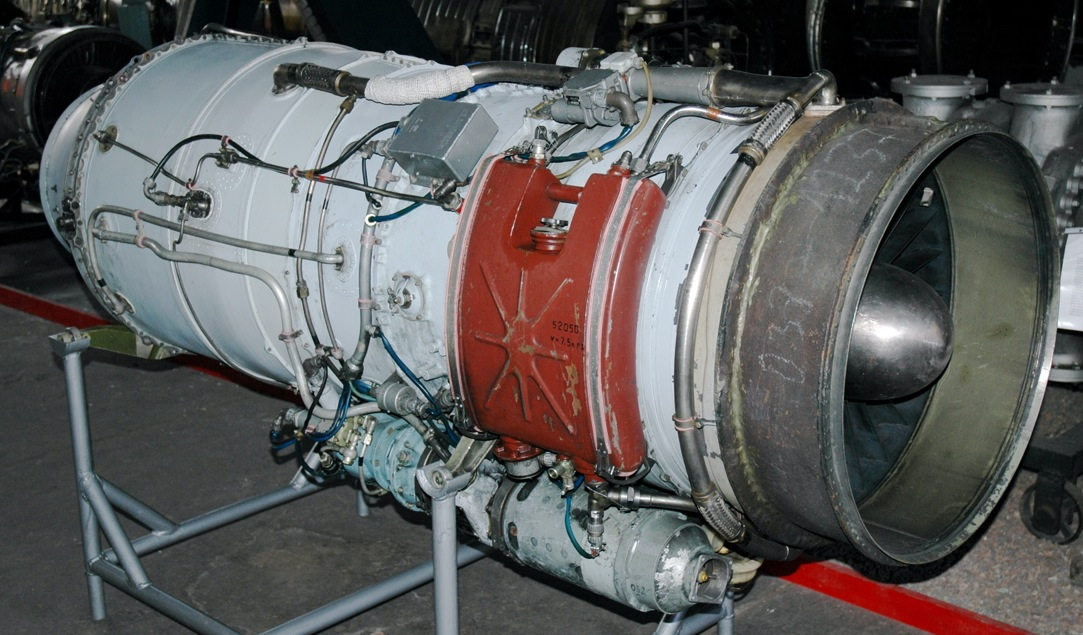
Silnik Iwczenko AI-25, który napędza samoloty Jak-40

.

## Historia
Firma na rynku istnieje już ponad 60 lat projektując i produkując silniki do samolotów i helikopterów o różnej mocy.
Początkowo Aleksander Iwczenko projektował jedynie silniki tłokowe. Silniki te zostały oznaczone jako AI. Prace nad pierwszym silnikiem turbinowym TS-12 rozpoczęły się w 1953. Pod kierunkiem Włodzimierza Łotarewa w 1971 ruszają prace nad pierwszym radzieckim silnikiem odrzutowym o dużym stosunku dwuprzepływowości.
Obecnie zakład nosi nazwę Iwczenko-Progress ZMKB i swoją siedzibę posiada na Ukrainie. Silniki te z powodzeniem są eksploatowane przez szerokie grono odbiorców na całym świecie.

## Modele silników

### Odrzutowe
- Iwczenko AI-25
- Łotariew DV-2
- Łotariew D-36
- Progress AI-22
- Progress AI-222
- Progress D-18T
- Progress D-436

### Śmigłowentylatorowe
- Progress D-27

### Turbośmigłowe
- Iwczenko AI-20
- Iwczenko AI-24

### Turboodrzutowe
- Łotariew D-136

### Tłokowe
- Iwczenko AI-4
- Iwczenko AI-14
- Iwczenko AI-26